# Jorge Ruvalcaba
Jorge Antonio Ruvalcaba Castro (ur. 23 lipca 2001 w Rialto) – meksykański piłkarz z obywatelstwem amerykańskim występujący na pozycji skrzydłowego, od 2024 roku zawodnik Pumas UNAM.